# Wielton
Wielton SA è un costruttore polacco di rimorchi per veicoli commerciali. L'azienda è la terza più grande in Europa per settore.

## Storia
La Wielton nasce nei primi anni '90 come società dell'era post comunista in Polonia. La società venne ufficialmente fondata nel 1996 e dopo dieci anni venne quotata alla Borsa di Varsavia. Dal 2002 opera un secondo stabilimento in Russia per le Repubbliche della Comunità degli Stati Indipendenti.
Dalla liquidazione della Compagnia Italiana Rimorchi, che li possedeva, nel 2015 ha rilevato i marchi Officine Cardi, Merker e Viberti. In seguito ha acquisito la Fruehauf in Francia e la Langendorf in Germania. In Costa d'Avorio ha aperto uno stabilimento per i paesi della Comunità economica degli Stati dell'Africa occidentale.

## Galleria d'immagini

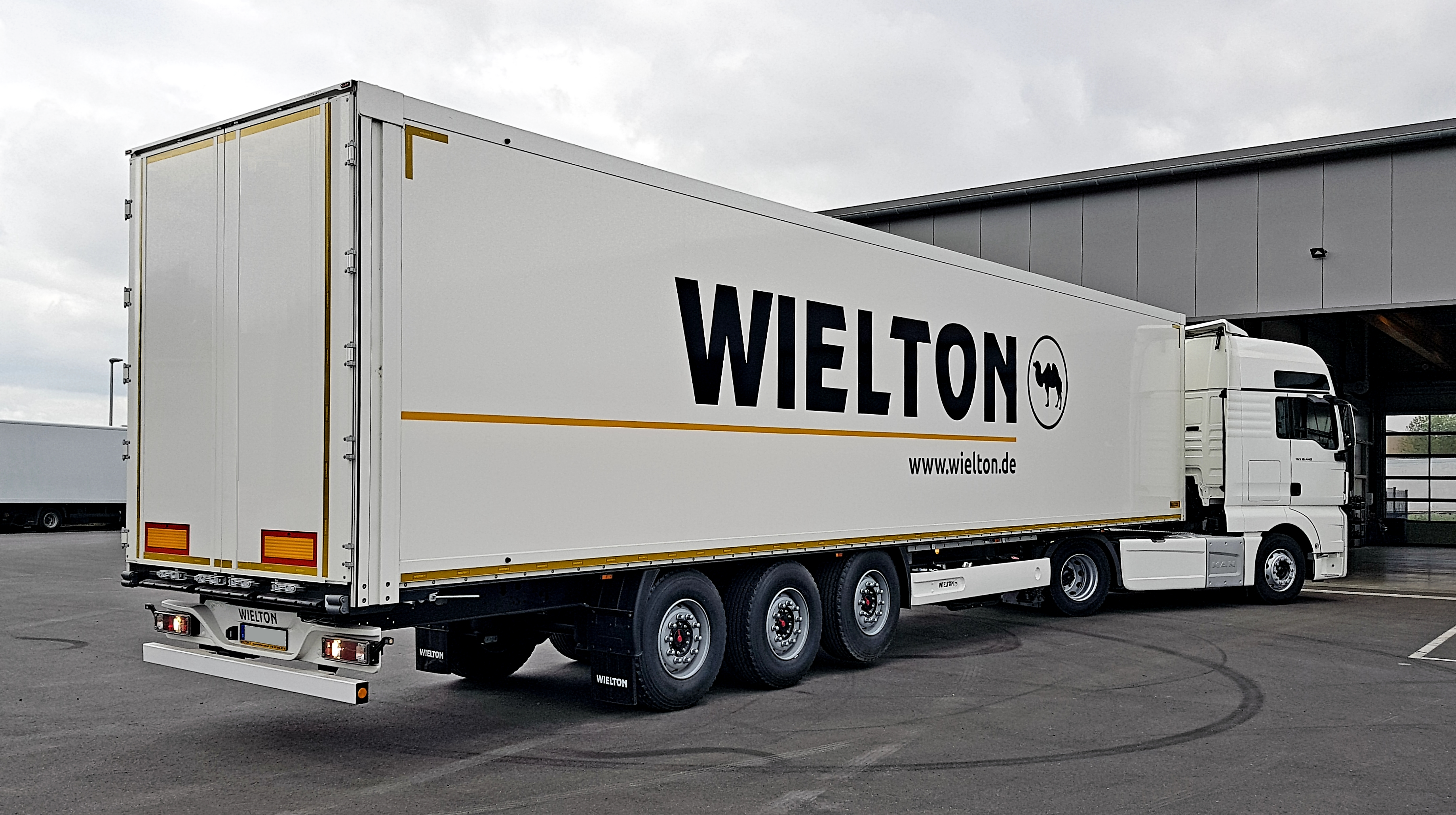
Semirimorchio con pannelli in poliuretano.
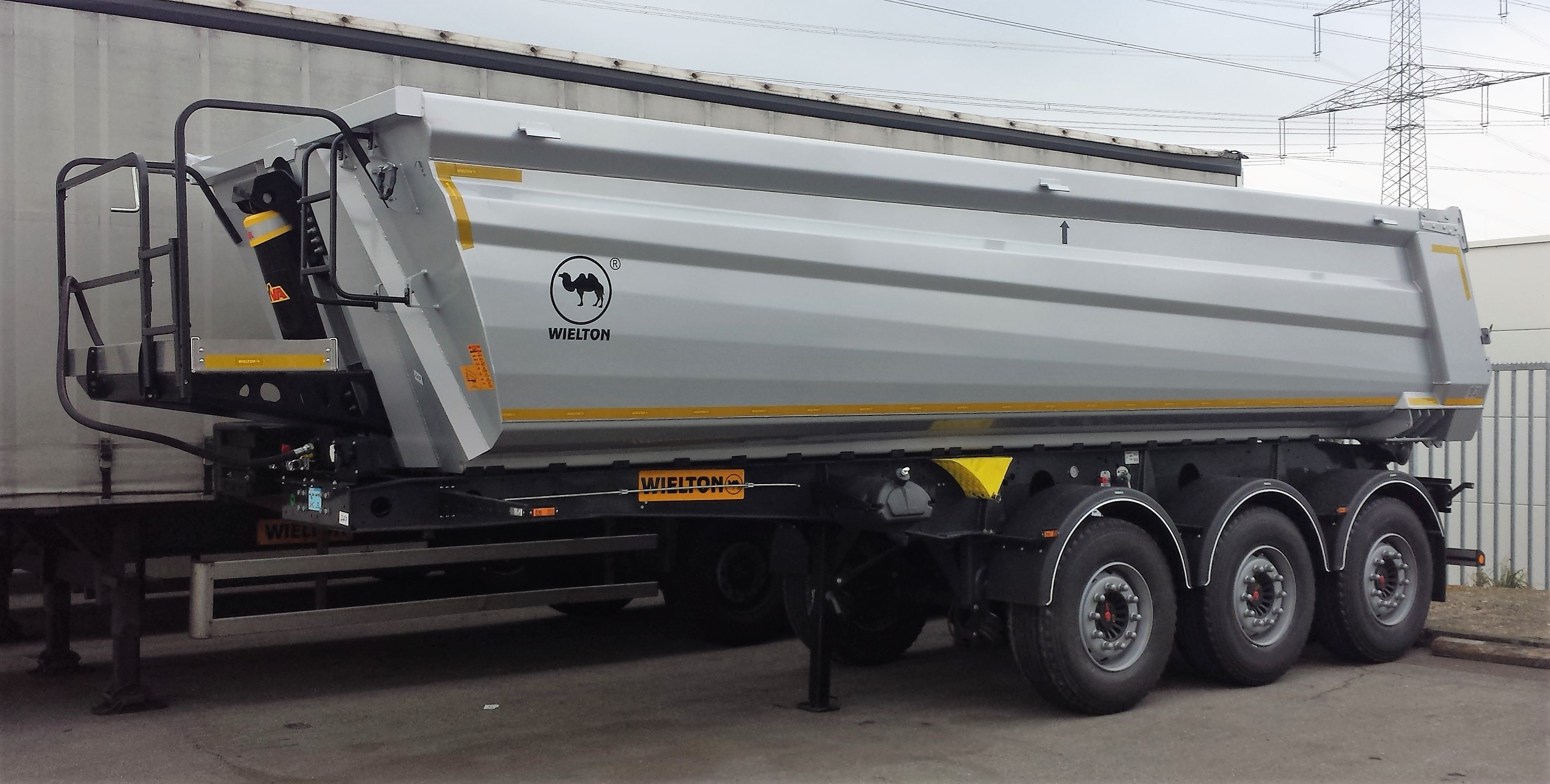
Semirimorchio per bitume.
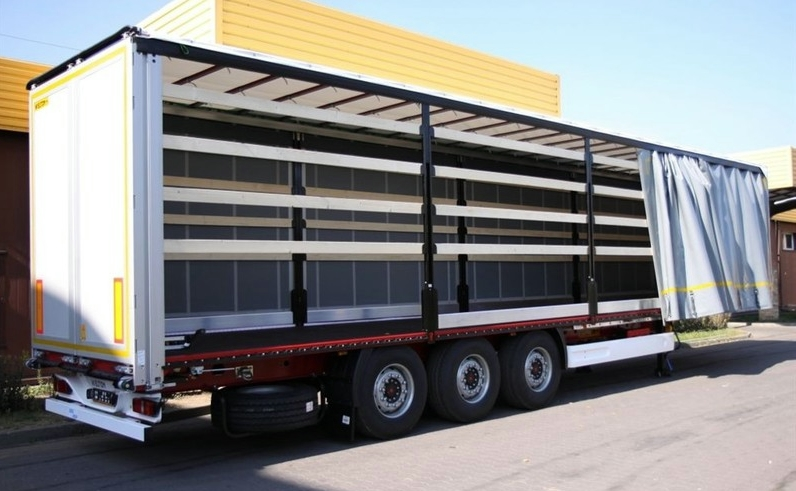
Tautliner semirimorchio.
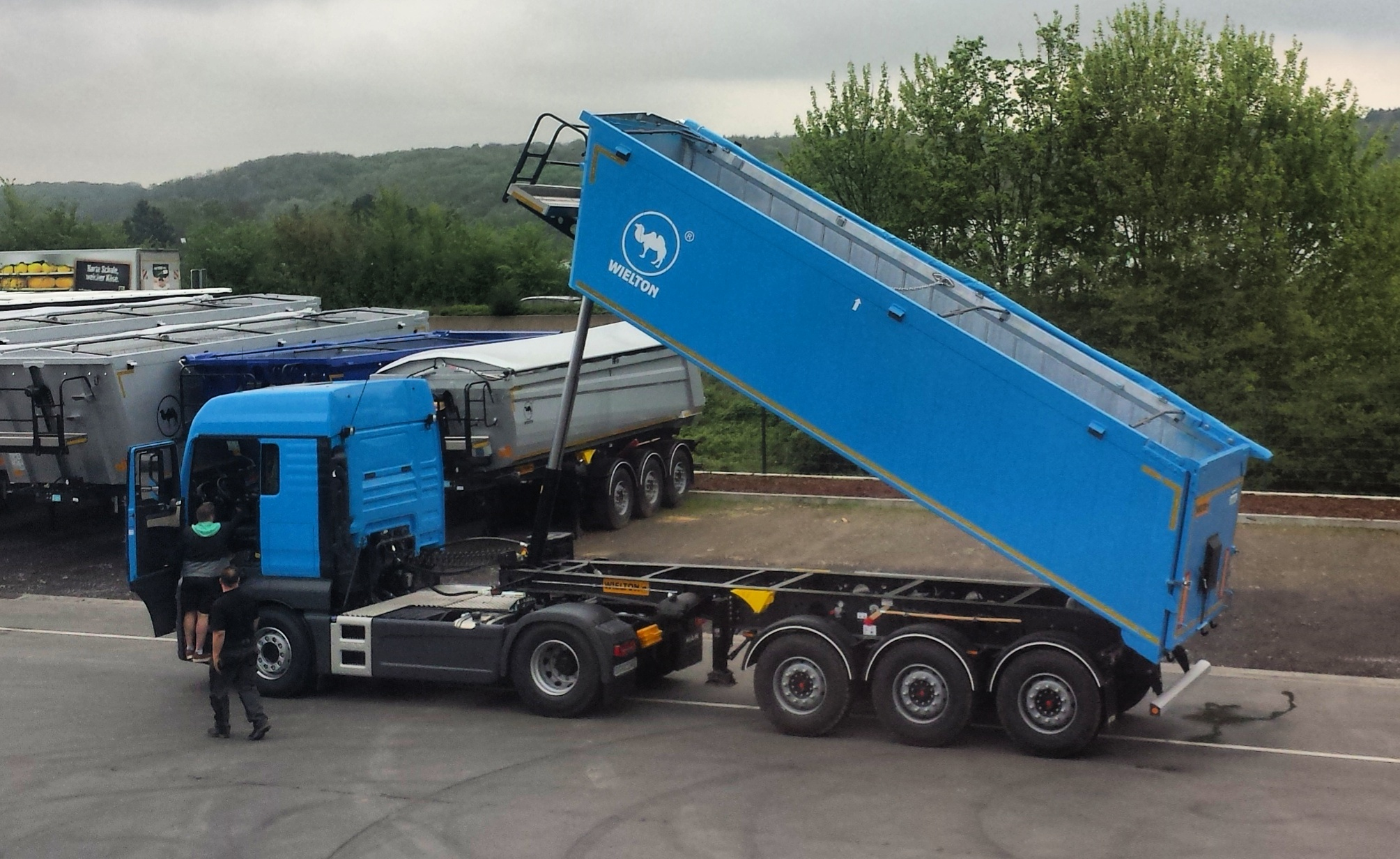
Semirimorchio in alluminio.